# Michel Psellos
Pour les articles homonymes, voir Michel II (empereur byzantin).
Michel Psellos (en grec : Μιχαὴλ Ψελλός / Michaél Psellós) est un écrivain et philosophe byzantin, né en 1018 et mort en 1078.
Les sources concernant la vie et la personnalité de Michel Psellos sont ses propres écrits. Le prénom Michel est son prénom monacal. Son prénom de naissance est Constantin.

## Biographie
Michel Psellos est issu d'une famille non aristocratique : son père est un fonctionnaire modeste, mais sa mère est une femme instruite qui veille à son instruction. Psellos loue l'action éducative de cette dernière auprès de lui dans l'éloge funèbre qu'il lui consacre.

### Psellos étudiant
Psellos vante sa propre intelligence : il aurait expliqué et commenté Homère à l'âge de neuf ans. Il fait ses études à Constantinople, mais n'étant pas issu d'une famille riche, comme les maîtres sont payés par les étudiants et leurs familles, il doit temporairement interrompre ses études pour aller occuper un poste dans l'administration en Anatolie.
Pendant ses études, Psellos fait la connaissance d'hommes qui deviennent de grandes personnalités de l'empire, à l'instar de Nicétas Byzantios, futur professeur d'éloquence et de grammaire dans l'« université » restaurée par Constantin IX ; Jean Mavropous, futur maître de rhétorique et évêque d'Euchaïta en Asie mineure ; Constantin Lichoudès, futur « premier ministre », président du sénat et patriarche ; Jean Xiphilin, futur écrivain et jurisconsulte qui succédera à Constantin Lichoudès au patriarcat après avoir été directeur de l'école des Manganes. Ces hommes font partie du cercle de lettrés qui entourent les empereurs du milieu du XIe siècle, notamment Constantin IX : l'historien Paul Lemerle parle à cet égard d'un « gouvernement des philosophes ».

### Psellos professeur et homme politique
Psellos commence sa carrière comme secrétaire d’un juge civil, avant de devenir juge à Philadelphie en Asie mineure. Lorsque Constantin Lichoudès devient ministre de Michel V (r. 1041-1042), il le fait venir à la cour comme secrétaire d’un tribunal impérial. À partir de ce moment, Psellos gravit rapidement les échelons. Sous Constantin IX, il est l’une des personnalités les plus marquantes de l’empire : Constantin IX lui donne les titres d'hypertime et de consul des philosophes (« hypatos tôn philosophôn »). Il devient ensuite professeur de philosophie dans l'Académie restaurée de Constantinople : pendant neuf ans, il contribue, avec Jean Xiphilin, à la renaissance littéraire et scientifique du XIe siècle.
Son savoir est divers : philosophie, rhétorique, géométrie, théologie, médecine, histoire… Psellos se distingue également par son intérêt pour l’Antiquité, qui le conduit parfois à se dresser contre l’Église. En raison de ses conceptions néoplatoniciennes, il doit, en 1054, faire une profession de foi.
Psellos fait lui-même l'éloge de son éloquence : il écrit que les Arabes et les Occidentaux se mettaient à ses pieds pour l’écouter, de même que la cour et les empereurs eux-mêmes. Son éloquence est de type asiatique, c'est-à-dire très expressive, foisonnante.
D'un point de vue politique, Psellos fait partie de tous les gouvernements entre Constantin IX (r. 1042-1055) et Michel VII Doukas (pouvoir effectif 1071-1078). D'abord, en tant que prôtoasékrétis, il rédige les préambules des chrysobulles dans une langue sophistiquée, en faisant de nombreuses références à des auteurs antiques et aux Écritures. Il est aussi vestarque, ce qui correspond à un grand chambellan.
Dans sa Chronographie, il prétend avoir été le principal conseiller des empereurs de la seconde moitié du XIe siècle jusqu’aux années 1070. Il est en effet l'auteur de l’acte d’accusation contre Michel Cérulaire demandé par Isaac Comnène contre le patriarche.
Psellos apparaît aussi comme un faiseur et défaiseur d’empereurs : il est chargé de la négociation après la révolte d’Isaac Comnène contre Michel VI ; il contribue à l’élévation au trône de Constantin X Doukas (1059) et à la chute de Romain IV Diogène (1071).
Sous Constantin IX, sa carrière connaît une éclipse temporaire : en 1054, il est disgracié en même temps que Constantin Lichoudès. Les deux hommes, ainsi que Jean Xiphilin, se retirent dans un monastère sur le mont Olympe de Bithynie. Psellos devient moine.
Mais en 1057, il est de retour à la cour et dirige une délégation envoyée par Michel VI auprès de l’usurpateur Isaac Comnène pour connaître les conditions fixées par le nouveau maître de l’empire. Il connaît une nouvelle disgrâce temporaire sous Constantin X.
Sous Michel VII, Psellos est en retrait. Pourtant, cet empereur lui doit à la fois son éducation et son élévation au trône impérial. Lui est préféré Nicéphoritzès comme premier ministre. Au règne suivant, il est complètement ignoré de Nicéphore III Botaniatès.

### La mort de Psellos
Psellos se montre à la fin de sa vie très affecté par la mort de sa fille Styliané et de ses condisciples Constantin Lichoudès, Constantin Doukas et Jean Xiphilin. On n'a aucune information sur lui postérieure à l'abdication de Michel VII (mars 1078). Il a dû mourir très peu de temps après, disgracié et dans l’isolement.

## Une œuvre abondante et variée

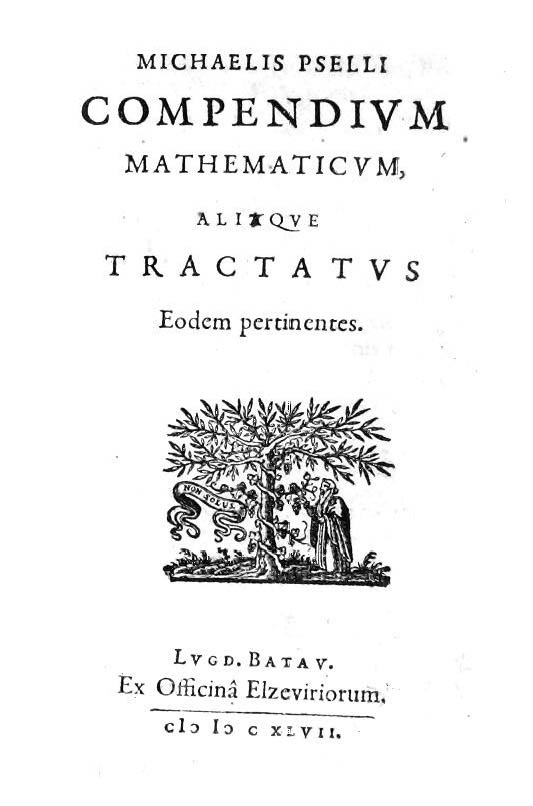
Compendium mathematicum, 1647

Psellos est un polygraphe : il écrit sur tout et a une ambition encyclopédique. Mais ce sont surtout des notes de cours des élèves qui nous sont parvenues.
Il est l'auteur de multiples traités sur sujets divers : étymologie, médecine, démonologie, tactique, droit… On compte également dans son œuvre conservée sept éloges funèbres complets, dont celui de sa mère Théodotè (vers 1054, qui tient en fait lieu d’autobiographie de Psellos lui-même), celui de sa fille Styliané, et celui de son maître et collègue rhéteur Nicétas. Figurent également des éloges des grands patriarches de l’époque : Michel Cérulaire (84 pages), Constantin Lichoudès, Jean Xiphilin (41 pages), le septième étant celui du métropolite Nicéphore d'Éphèse. Il faut y ajouter une monodie (déploration funèbre) conservée incomplètement, celle d'Andronic Doukas, fils de Constantin X. Parmi les éloges de personnes vivantes dont il est l'auteur, on peut citer celui de Constantin Monomaque et celui de Jean d’Euchaïta/Mavropous. Trois discours judiciaires sont édités : un réquisitoire contre le patriarche Michel Cérulaire devant le synode de 1058, un discours de défense (apologie) également devant un synode écrit pour l'évêque déposé Lazare de Philippopolis, et une défense de Jean Xiphilin dont la nomination comme nomophylax était contestée.
Sa correspondance compte environ 500 lettres qui ne sont pas toutes éditées. Ces lettres lui sont souvent suggérées par des événements de sa vie publique et privée, ou de celle de ses correspondants. Elles sont parfois aussi provoquées par des sollicitations extérieures, contrairement aux lettres de Synésios de Cyrène et de Photios dont les sujets sont souvent fictifs. Ces lettres présentent un grand intérêt documentaire : elles apportent des informations à la fois sur Psellos et sur l'empire. L'auteur est un puissant qui a des clients et des amis dans tout l'empire. Les thèmes abordés sont multiples, qu'il s'agisse des personnes, des mœurs de son époque, des monuments, de politique, d'histoire…

### LaChronographie(976-1078)
La Chronographie est connue par un manuscrit unique, le Paris. gr. 1712, codex en parchemin du XIIe siècle qui contient aussi Léon le Diacre, Michel Attaleiatès et Jean Skylitzès. Il s'agit d'une chronique de l'histoire byzantine, très centrée sur les affaires du palais, allant de l'avènement de Basile II (976) à celui de Nicéphore Botaniatès (1078).
Psellos en aurait eu l’idée en lisant à l’avènement de Constantin IX un panégyrique retraçant les événements depuis Basile II. Il commence juste après la narration de Léon le Diacre, qui s’arrête quant à lui à Jean Tzimiskès.
L'œuvre comporte deux parties. La première, consacré aux événements de Basile II à Isaac Comnène (976-1059) a été écrite entre 1059 et 1063 à l’instigation de personnages illustres et est relativement impartiale. Elle dresse un coup de pinceau rapide sur les événements : Psellos dit manquer de renseignements exacts et avoir été trop jeune au moment des faits pour avoir vu lui-même les choses. Les personnages sont seulement décrits à grands traits. La période allant de Michel V à Isaac Comnène est le récit d’un témoin oculaire. Michel V est présenté comme odieux, Constantin IX comme joyeux, Michel VI comme incapable, Isaac Comnène comme valeureux.
La seconde partie, de Constantin X Doukas à Michel VII Parapinace (1059-1078) est une partie que l’auteur dit avoir écrite à la demande de Michel VII. Elle est d'une plus grande partialité : y sont faits les éloges de Constantin Doukas (son condisciple) et de Michel VII (son disciple et le commanditaire de l’œuvre). En revanche, l'auteur ne cache pas son dédain envers Romain IV Diogène et ses rivaux.
L'œuvre s'inscrit dans la suite de celle de Léon le Diacre, et ses successeurs seront Nicéphore Bryenne et Anne Comnène. Jean Skylitzès et Jean Zonaras, auteurs de chroniques portant sur des périodes plus longues, couvrent la même époque.
Psellos ne donne pas tous les événements et tous les détails, contrairement à Skylitzès qui s’en vante : « Je ne note pas en détail chaque événement, car mon but est de tenir le juste milieu entre les anciens historiens de la vieille Rome d’une part, et nos modernes chronologistes d’autre part, évitant la prolixité des premiers et la concision des derniers, et de faire en sorte que ma narration ne puisse ni fatiguer le lecteur ni omettre des événements essentiels. »
Sa conception de l'histoire entremêle libre arbitre et rôle de la Providence, qui a la haute main sur la conduite générale des affaires des hommes. Pour lui, la valeur de l'histoire est sa signification morale.
Stylistiquement, les points forts du texte sont les récits, les portraits et les tableaux scéniques. La langue de Psellos est une imitation du grec ancien, de son vocabulaire et de ses formes.

## Œuvres

### Ouvrages de Psellos
- Chronographie ou Histoire d'un siècle de Byzance (976-1077), Paris, Les Belles Lettres, 1967 (2 vol.)
- Imperatori di Bisanzio, introd. di D. Del Corno, testo critico a c. di S. Impellizzeri, comm. di U. Criscuolo, trad. it. di S. Ronchey, I-II, Milano, Mondadori/Fondazione Lorenzo Valla, 1984, xliii-321+391 pp.
- Éloge de Michel Cérullaire, édi. it. : Epistola a Michele Kerulario, Ed. Ugo Criscuolo. Naples 1990. Michel Ier Cérulaire (vers 1000 - 1059) fut patriarche de Constantinople.
- Épître sur la chrysopée. Texte édité et traduit par J. Bidez, Michel Psellus, Épître sur la Chrysopée, opuscules et extraits sur l'alchimie, la météorologie et la démonologie, Bruxelles, Lamertin, 1928.
- Fragments.
- sur les Oracles chaldaïques (Commentaire des 'Oracles chaldaïques' , Exposition sommaire et concise des croyances chaldaïques, Esquisse sommaire des anciennes croyances des Chaldéens) : Oracles chaldaïques, Les Belles Lettres, 1971, p. 153-201.
- Philosophica minora, édi. 1989 (t. II par O'Meara) et 1992 (t. I par Duffy ; opuscule 46 : De aurea catena. Sur la chaîne d'or).
- Theologica, P. Gautier édi., Leipzig, 1989.

### Ouvrages de Pseudo-Psellos
- De operatione daemonum (ou De operatione daemonum cum notis Gaulmini), édi. J. F. Boissonade, Nuremberg 1838, Amsterdam 1964 ; Revue des études byzantines (REB), 38, 1980, p. 105-194. Trad. fr. (du grec) : De la puissance des démons
- Graecorum opiniones de daemonibus, édi. P. Gautier, Revue des études byzantines, 46 (1988), p. 85-107. Appendice au De operatione daemonum. Trad. fr. (du grec) : Quelles sont les opinions des Grecs sur les démons